# Riet Jager
Maria Jans Willemina (Riet) Vroemen-Jager (Nijmegen, 13 februari 1921 – Maastricht, 21 juni 1996) was een Nederlands textielkunstenaar.

## Leven en werk
Riet Jager werd opgeleid aan de Middelbare Kunstnijverheidsschool in Maastricht. Ze studeerde vervolgens als een van de eersten weefkunst aan de Jan van Eyck Academie bij Lous Lau. In september 1953 trouwde ze met Mathieu Vroemen (1921-1988), die enkele maanden eerder als graficus de academie had afgerond. Een jaar later studeerde Jager zelf cum laude af, samen met Dries Engelen, Frans Gast en Jacques Vonk.
Jager schilderde, tekende en ontwierp ze mozaïeken, maar kreeg als kunstenares vooral bekendheid met haar geweven wandkleden en applicaties. Ze voerde haar eigen textielontwerpen uit, een aantal keren werkte ze samen met haar man. Een voorbeeld daarvan is de 
kijkkast die zij in 1955 maakten met zes taferelen rond het leven van Sint-Servaas voor de Sint-Servaaskerk in Maastricht. Mathieu verzorgde het ontwerp en uitvoering, Riet naaide de kostuums, Dries Engelen maakte de keramische kopjes, Kees van de Vosse het edelsmeedwerk en meubelmaker P. Kansel de schrijn waarin het geheel werd geplaatst. In hetzelfde jaar kregen ze ook de opdracht voor een kruisweg voor de Fatimakerk in Brunssum, waarvan de veertien staties werden uitgevoerd als gobelins. Mathieu was verantwoordelijk voor het ontwerp, Riet voor het weefwerk. De gebruikte wol werd door het paar zelf geverfd.
Jager was lid van de Algemene Katholieke Kunstenaarsvereniging en Scheppend Ambacht Limburg. Ze toonde haar werk onder andere tijdens de tentoonstelling "Wandkleden van Nederlandse kunstenaressen" in de Waag van Nijmegen (1959), met onder anderen Jopie Roosenburg-Goudriaan en Marijke Thunnissen in de Hengelose Kunstzaal (1962), tijdens de tentoonstelling "Steken aan de wand" in kasteel Hoensbroek (1964) en in een duo-expositie met Wim Jansen in De Galerij te Brunssum (1972).
Riet Jager overleed op 75-jarige leeftijd.

## Enkele werken
- 1955-1959 gobelin-kruisweg voor de Fatimakerk in Brunssum. Ontwerp Mathieu Voermans, uitvoering Riet Jager.
- 1959 wandtapijt voor de huishoudschool St.-Brigida in Brunssum. Ontwerp Mathieu Voermans, uitvoering Riet Jager.
- 1985 wandtapijt voor het Gouvernement in Maastricht.

- RKD-Nederlands Instituut voor Kunstgeschiedenis: 41545